# Franse keizersvis
De Franse keizersvis (Pomacanthus paru) is een grote keizersvis uit de familie engel- of keizersvissen, die voorkomt in het westelijk deel van de Atlantische Oceaan, van Florida tot de Bahama's en Brazilië, de Golf van Mexico en Caribische Zee, inclusief de Antillen. De vis komt ook voor in het Oostelijk deel van de Atlantische Oceaan, rondom het eiland Ascension en St. Pauls Rots.

## Beschrijving
De vis kan tot 40 centimeter groot worden, en heeft een plat lichaam met puntige uitlopers aan de rug- en aarsvin. De  kleur is zwartachtig met goudomrande schubben op het lichaam (behalve de  kin en borst) met een gele stip op de borstvinnen. Het regenboogsvlies van het oog is geelomrand. Het gebied rondom de ogen is blauw en met een gele streep omrand, de bek is wit gekleurd. Jonge exemplaren zijn zwart met verticale gele strepen. 

## Leefwijze
De vis bevindt zich vaak in paren in ondiepe rifgebieden, in de buurt van gorgonen. Het voedsel bestaat uit sponzen, algen, zachte koralen en mosdiertjes. Jonge exemplaren treden vaak op als poetsvissen van murenen, horsmakrelen, snappers, baarzen en doktersvissen. Na het beëindigen van de poetsbeurt raakt de vis zijn klanten met de borstvinnen aan. De vis is ovipaar en paartjes zijn monogaam. De eieren worden fel verdedigd tegen indringers en andere paren van dezelfde soort.